# Рада директорів

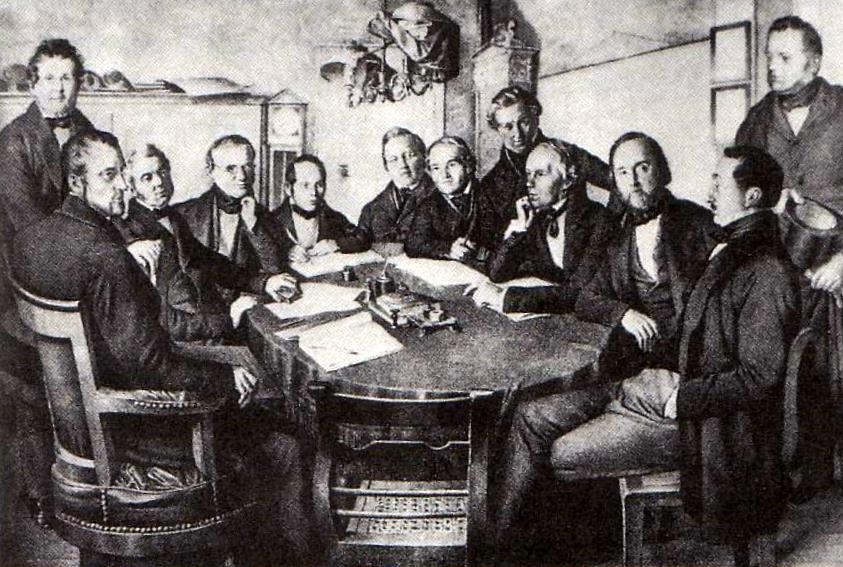
Зустріч ради директорів Залізнична компанія Ляйпціг-Дрезден в 1852

Ра́да директорі́в — колективний колегіальний орган організації (група осіб, яку обирають з членів топменеджменту та акціонерів), який визначає стратегічні напрямки діяльності цієї організації.

## Моделі Ради директорів
Нині у світовій практиці управління активно використовують дві моделі ради директорів — унітарна та модель подвійних рад. Залежно від обраної моделі різняться порядок взаємовідносин між стейкхолдерами та ступінь розкриття інформації, проте істотніші розбіжності спостерігаються в питаннях підпорядкування, підзвітності і функціональних обов'язків представників топменеджменту.
Модель подвійних рад припускає наявність у компанії одночасно спостережної та виконавчої (правління) рад. Враховуючи специфіку роботи правління, присутність власників можлива лише в спостережній раді, що створює значні проблеми для клієнтів щодо отримання систематичної та змістовної інформації про діяльність компанії. Це спричинено інформаційною асиметрією, яка заважає координації діяльності обох рад.
За унітарної моделі ради директорів усі директори — як виконавчі, так і не виконавчі — розв'язують проблему асиметрії інформації. Всі рішення, у тому числі стратегічні, приймаються в рамках однієї унітарної ради.

## Функції та обов'язки Ради директорів
Рада директорів уповноважена розв'язувати будь-які питання діяльності організації не віднесені до виняткової компетенції Загальних зборів акціонерів, а саме:
- представляє на затвердження Загальним зборам річний звіт, бюджет і бухгалтерський баланс організації;
- рекомендує Загальним зборам входження організації в інші підприємства й організації як засновника;
- аналізує фінансовий стан організації;
- по поданню Президента організації затверджує розподіл фінансових і матеріальних засобів організації по напрямках її діяльності;
- розглядає скарги на адресу усього керівництва організації, включаючи топменеджмент;
- погоджує приймання та звільнення топменеджменту організації;
- визначає порядок денний та дату наступних чергових Загальних зборів організації;
- інші питання, відповідно до рішень Загальних зборів організації.